# Mario Eggimann
Mario Eggimann (Brugg, 24 de Janeiro de 1981) é um jogador de futebol suíço atualmente joga no 1. FC Union Berlin. Ele também jogou pela Seleção suiça de futebol.